# Михайловка (Березовский район)
Михайловка (укр. Михайлівка, до 2016 года — Червоновладимировка) — село, относится к Березовскому району Одесской области Украины. Расположено на реке Слепуха при впадении балки Слепуха.
Население по переписи 2001 года составляло 475 человек. Почтовый индекс — 67311. Телефонный код — 4856. Занимает площадь 2,665 км². Код КОАТУУ — 5121285701.
Общеобразовательная школа І-ІІ ступени.

## История
В 2016 году селу переименовано в Михайловка.

## Местный совет
67311, Одесская обл., Березовский р-н, с. Михайловка, ул. Шевченка, 32а

## Фото

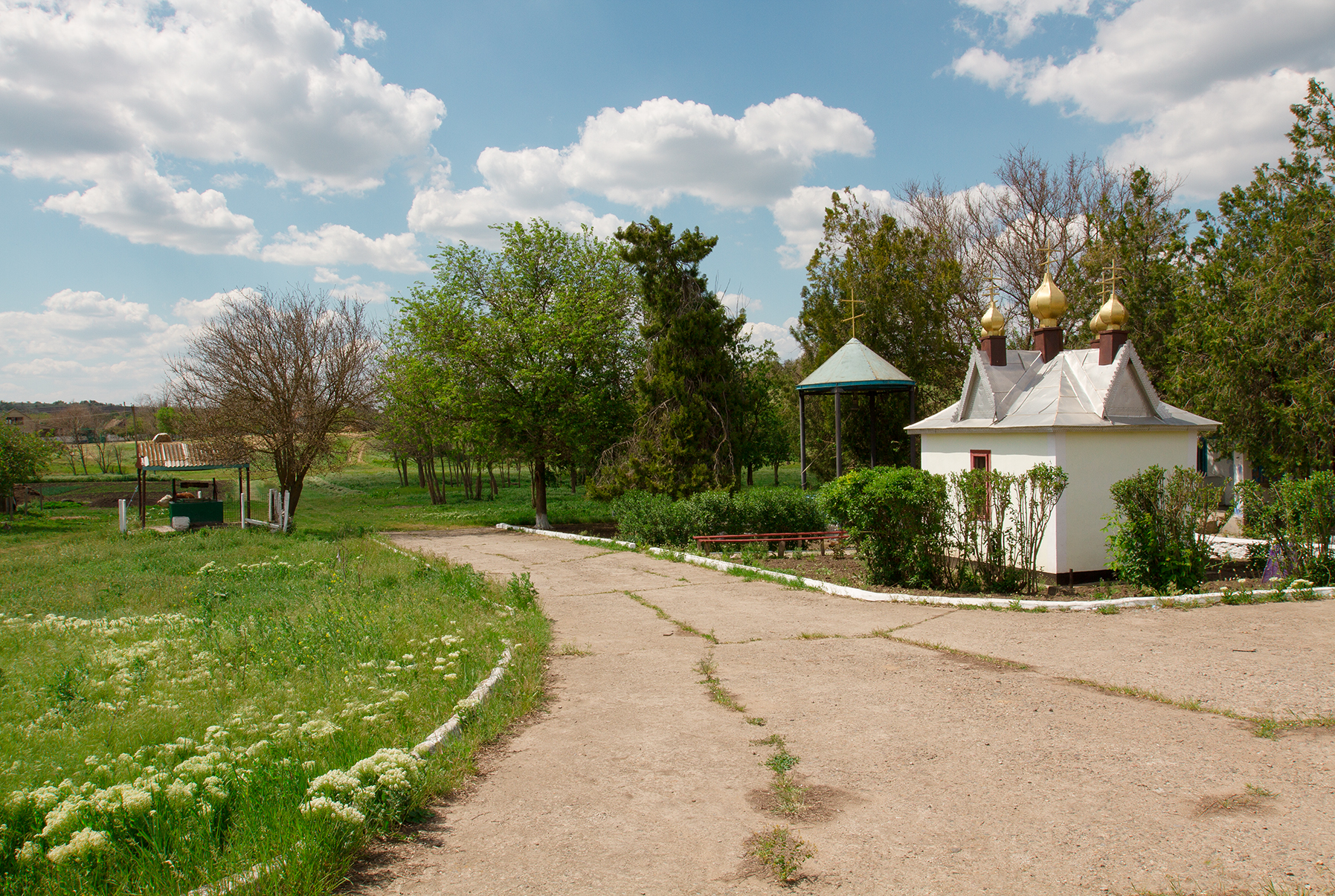

Часовня в центре села